# 義安城
義安城（英语：Ngee Ann City），是新加坡最大的商业购物中心之一，位於烏節路391號，現時由升禧環球信託持有。內有百多家零售商品名店、餐廳及新加坡國家圖書館分館。义安城是由高岛屋和义安城两间百货连成一座巨型购物中心，拥有东南亚最大的路易·威登旗舰店以及占地面积达到40,000平方英尺的东南亚最大书店纪伊国屋书店。
义安城內的名店有：纪伊国屋（Books Kinokuniya）、博柏利（Burberry）、卡地亚（Cartier）、香奈兒（Chanel）、范思哲（Gianni Versace）、雨果博斯（HUGO BOSS）、路易·威登（Louis Vuitton）、萬寶龍（Mont Blanc）、蒂芙尼公司（Tiffany & Co.）等。

## 交通
- 新加坡地铁乌节站（南北线、汤申—东海岸线 Orchard）

## 著名租户

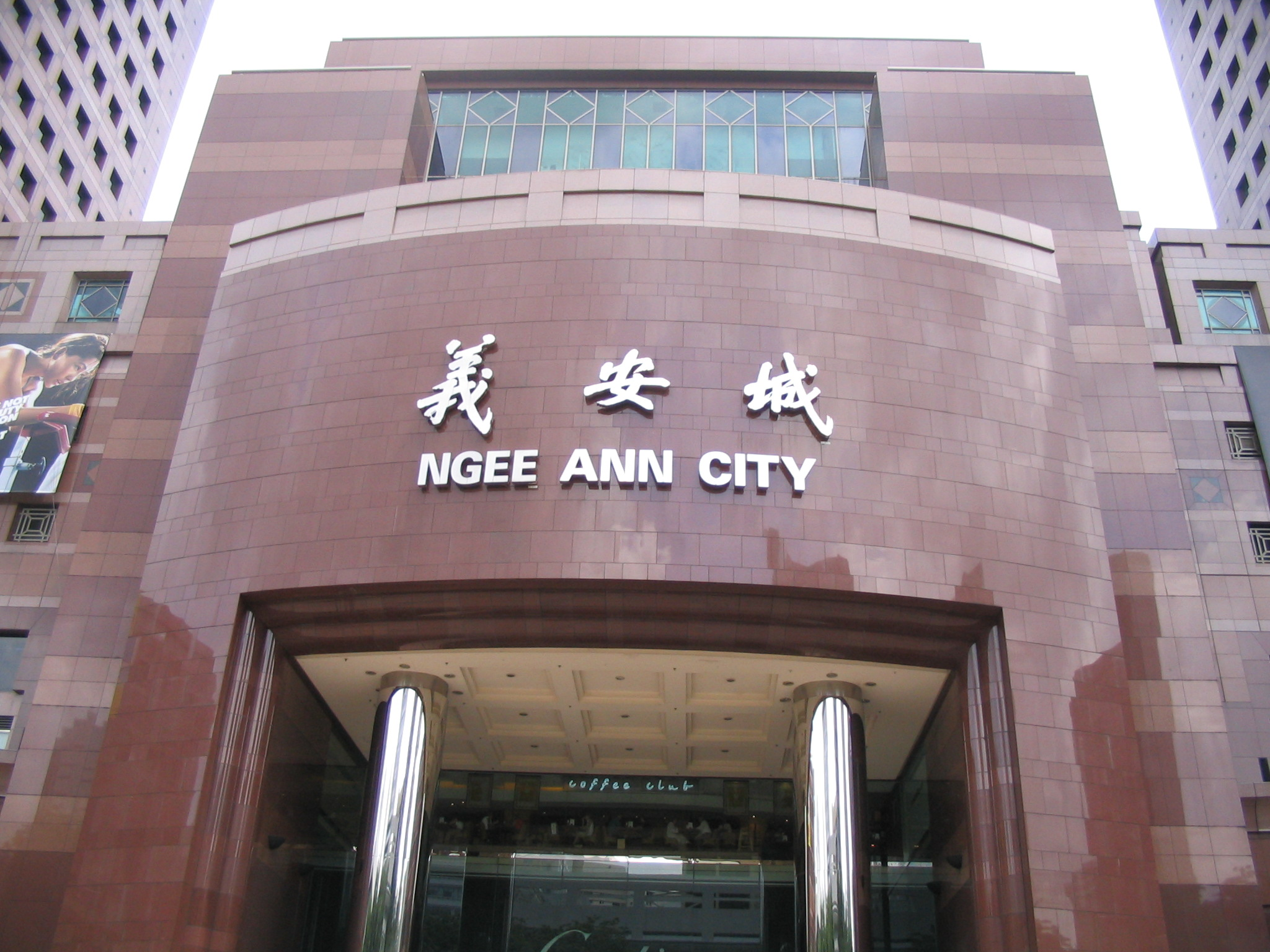
義安城正门。「義安城」的三個字是用繁體來寫的。

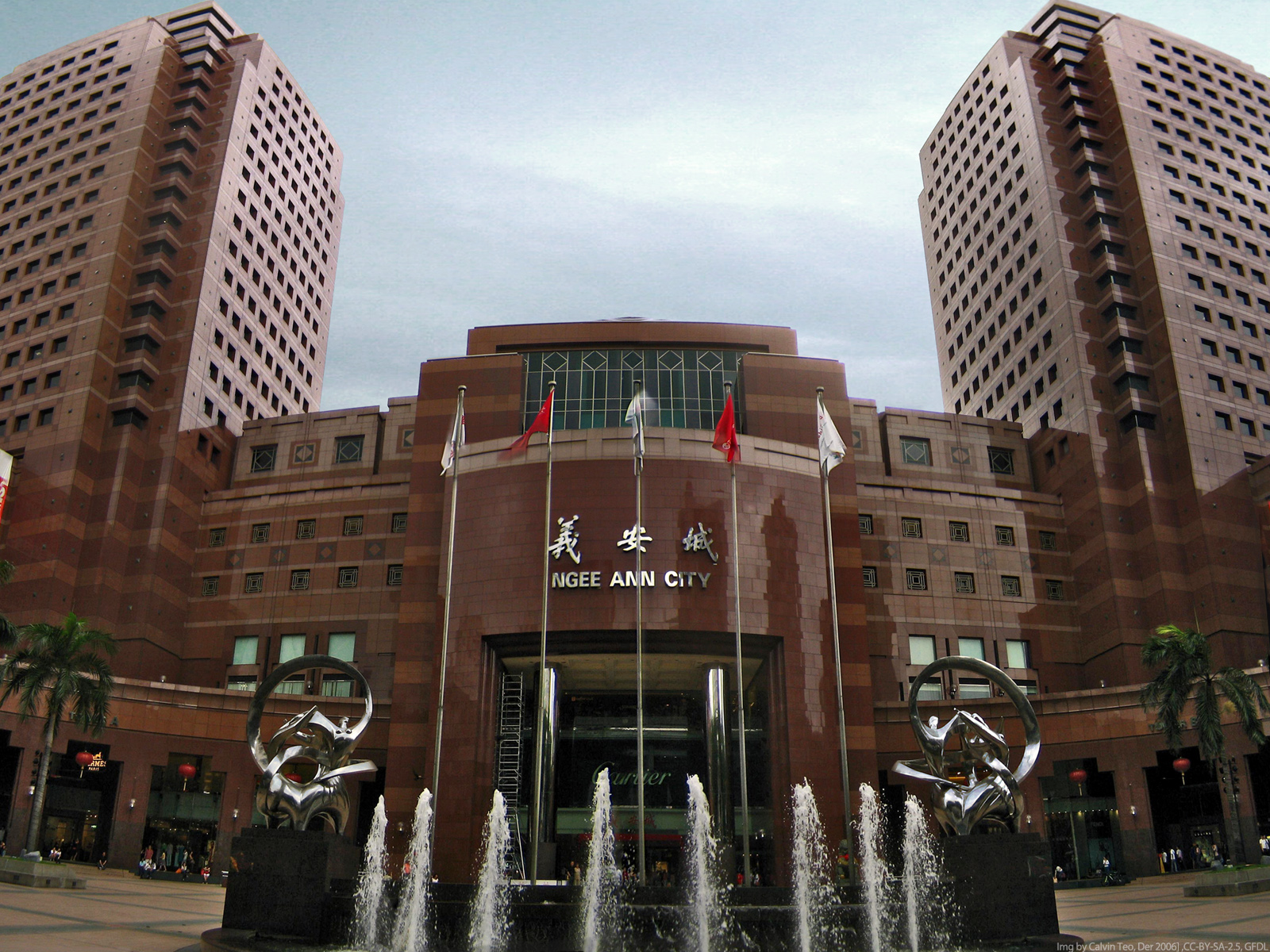
义安城正门的外景

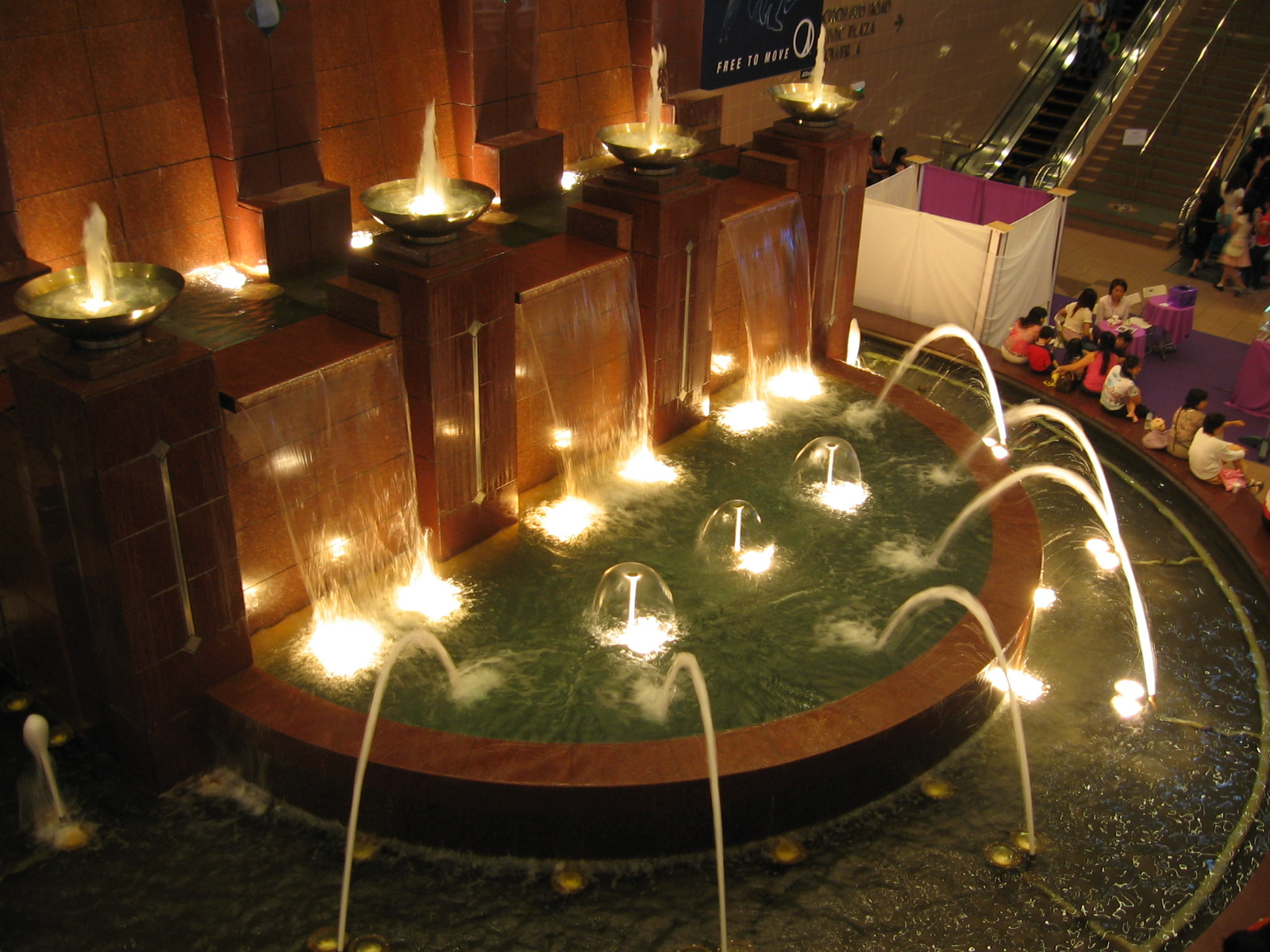
义安城的喷泉

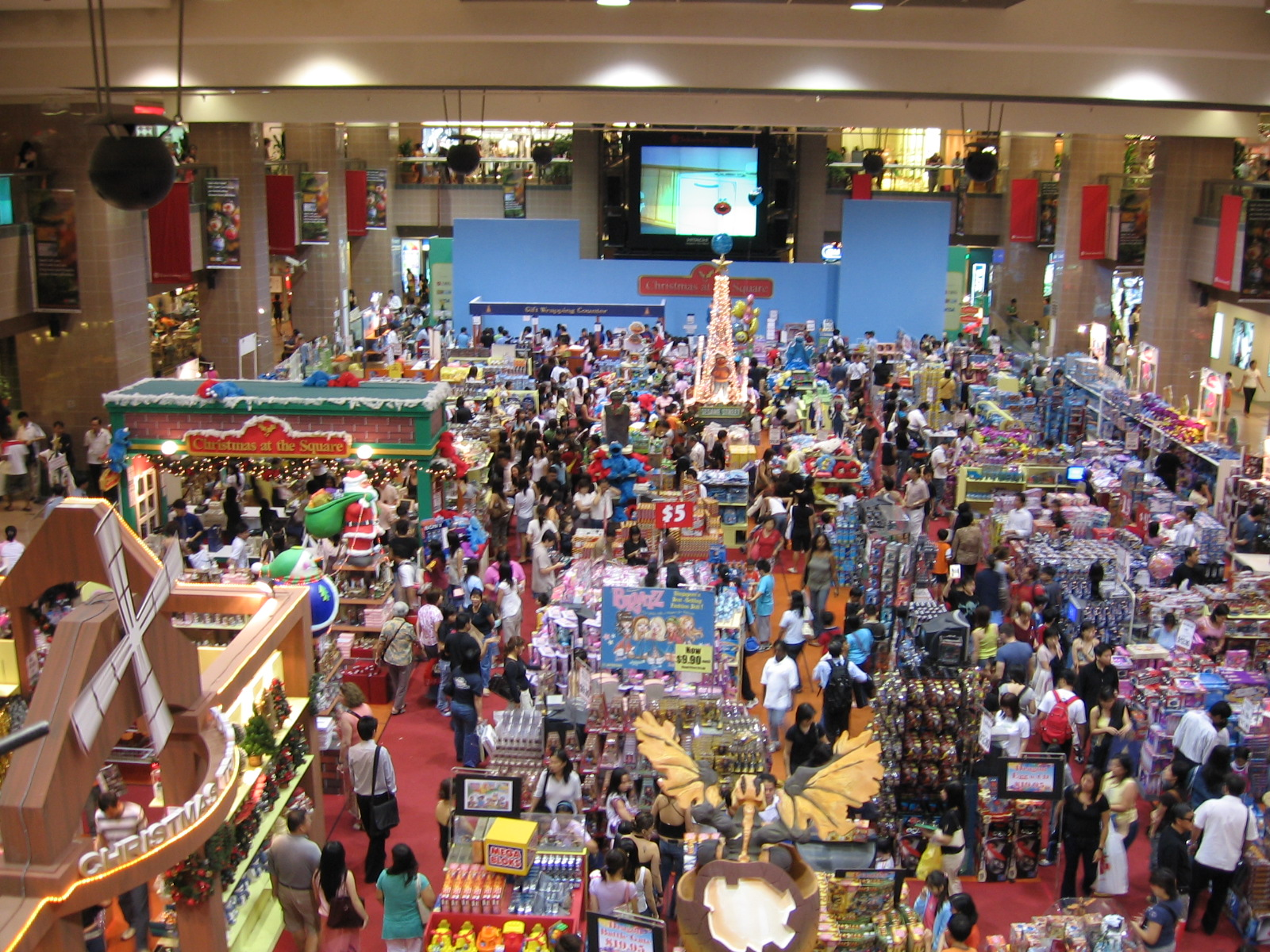
义安城地下2层高岛屋广场

这里罗列了在义安城的著名商户。高岛屋不在其列，其佔用了地下一层到4楼。

### 地下二层
- 堡獅龍
- 翡翠食饮集团（英语：Crystal Jade Culinary Concept Holdings）
- 佐丹奴
- 摩斯漢堡
- 彪马
- 胡椒厨房(Pepper Lunch)
- 皇家运动屋(Royal Sporting House)
- U2
- 屈臣氏
- 吉野家

### 地下一层
- A/X Armani Exchange
- 肯德基 (高岛屋内)
- Mango
- 麦当劳 (高岛屋内)
- 添柏岚
- Zara

### 一楼
- 宝格丽（Bulgari，高岛屋内）
- 思琳（Celine）
- 香奈儿（Chanel）
- 克里斯汀·迪奥（Dior）
- 登喜路（Dunhill）
- 芬迪（Fendi）
- 時光琉璃（英语：The Hour Glass Limited）
- 雨果博斯（Hugo Boss）
- 罗威（Loewe）
- 路易·威登（Louis Vuitton）
- 蒂梵尼（Tiffany & Co.）

### 二楼
- Armani Collezioni (高岛屋内)
- 宝格丽(Bulgari)(高岛屋内)
- 卡地亚
- 翡翠食饮上海菜餐厅
- 杰尼亚(Ermenegildo Zegna)
- 蒂梵尼(Tiffany & Co.)
- 新加坡歌剧画廊(Opera Gallery)

### 三楼
- 纪伊国屋
- 高尔夫屋
- Hugo Boss

### 四楼
- Art-Friend首饰店
- 翡翠皇宫酒家
- 新加坡Imperial Treasure潮州菜

### 五楼
- 最好电器（Best Denki）
- 新加坡国家图书馆分馆(library@orchard)

## 外部參考
- 义安城官方网站
- 义安城介绍